# Howard Haber
Howard Eli Haber (* 3. Februar 1952 in Brooklyn, New York) ist ein US-amerikanischer Physiker, der sich mit theoretischer Elementarteilchenphysik befasst.
Howard Haber studierte am Massachusetts Institute of Technology (MIT) mit dem Bachelor-Abschluss sowie dem Master-Abschluss 1973 und wurde 1978 an der University of Michigan in Ann Arbor promoviert. Als Postdoktorand war er am Lawrence Berkeley National Laboratory (bis 1980), der University of Pennsylvania und der University of California, Santa Cruz, an der er Assistant Professor und ab 1990 Professor war. Ab 1982 war er auch Gastwissenschaftler am SLAC.
1993 wurde er Fellow der American Physical Society und 1985 erhielt er den Outstanding Junior Investigator Award des DOE. 2009 erhielt er den Humboldt-Forschungspreis, mit der er an der Universität Bonn war.
Er befasst sich mit der Physik des Higgs-Bosons (und erweiterte Modelle dazu jenseits des Standardmodells wie der Niedrigenergiesektor der Supersymmetrie), die er für fundamental für die Erforschung der Physik jenseits des Standardmodells hält.
2017 erhielt er den Sakurai-Preis für fundamentale Beiträge zu den Eigenschaften, Reaktionen und Signaturen des Higgs-Bosons (Laudatio).

## Schriften
- mit John F. Gunion, Gordon L. Kane, Sally Dawson: The Higg’s Hunters Guide,  Addison-Wesley 1990, Westview Press 2000